# Ocotea vanderwerffii
Ocotea vanderwerffii är en lagerväxtart som först beskrevs av Kostermans, och fick sitt nu gällande namn av Van der Werff. Ocotea vanderwerffii ingår i släktet Ocotea och familjen lagerväxter. Inga underarter finns listade i Catalogue of Life.